# 北条久時
北条 久時（ほうじょう ひさとき）は、鎌倉時代後期の北条氏の一門。父は赤橋流の北条義宗。赤橋 久時（あかはし ひさとき）とも。

## 生涯
弘安3年（1280年）、執権・北条時宗の命を受けて河内・信濃・日向・紀伊・摂津の5カ国を兼ねる守護となった。
永仁元年（1293年）3月、六波羅探題北方に任じられる。
永仁5年（1297年）6月、探題職を辞して鎌倉に帰還し、翌年4月に評定衆の一人に列せられた。その後も引付頭、寄合衆、官途奉行などに任じられて幕政の中枢に参与した。
徳治2年（1307年）3月、36歳で死去。 

## 人物
- 諱の「久」の字は、元服時に将軍・久明親王より偏諱を受けたものとされる[注釈 1]。ただし久時は惟康親王在任時から官位を受けるなど既に元服していた可能性があり、当初は別の名を名乗っていて後に「久時」に改名した可能性がある。
- 歌人として優れ、『新後撰和歌集』や『風雅和歌集』、『続千載和歌集』、『玉葉和歌集』などの多くに久時の作品が修められている。
- 息子のうち、嫡子である守時は鎌倉幕府最後の執権（16代目）に、英時は鎮西探題に、それぞれ就任した。
- 鎌倉幕府を滅ぼした足利尊氏は娘婿であり、室町幕府2代将軍足利義詮と初代鎌倉公方足利基氏は孫にあたる。

## 経歴
※日付＝旧暦
- 1288年（正安元）、従五位下に叙し、右馬助に任官。
- 1289年（正安2）、刑部少輔に転任。
- 1293年（永仁元）、3月23日、六波羅探題北方に赴任。
- 1295年（永仁3）、12月29日、従五位上に昇叙し、越後守に遷任。
- 1297年（永仁5）、6月18日、六波羅探題退任。
- 1298年（永仁6）、評定衆と就る。
- 1301年（正安3）、一番引付頭人を兼帯。
- 1302年（乾元元）、一番引付頭人から二番引付頭人に異動。
- 1304年（嘉元2）、寄合衆も兼帯。月日不詳、武蔵守に転任。
- 1305年（嘉元3）、二番引付頭人から一番引付頭人に異動。
- 1306年（徳治元）、正五位下に昇叙。武蔵守如元。
- 1307年（徳治2）3月、出家。法号：因恵、因憲。11月28日、卒去。享年36

## 画像集

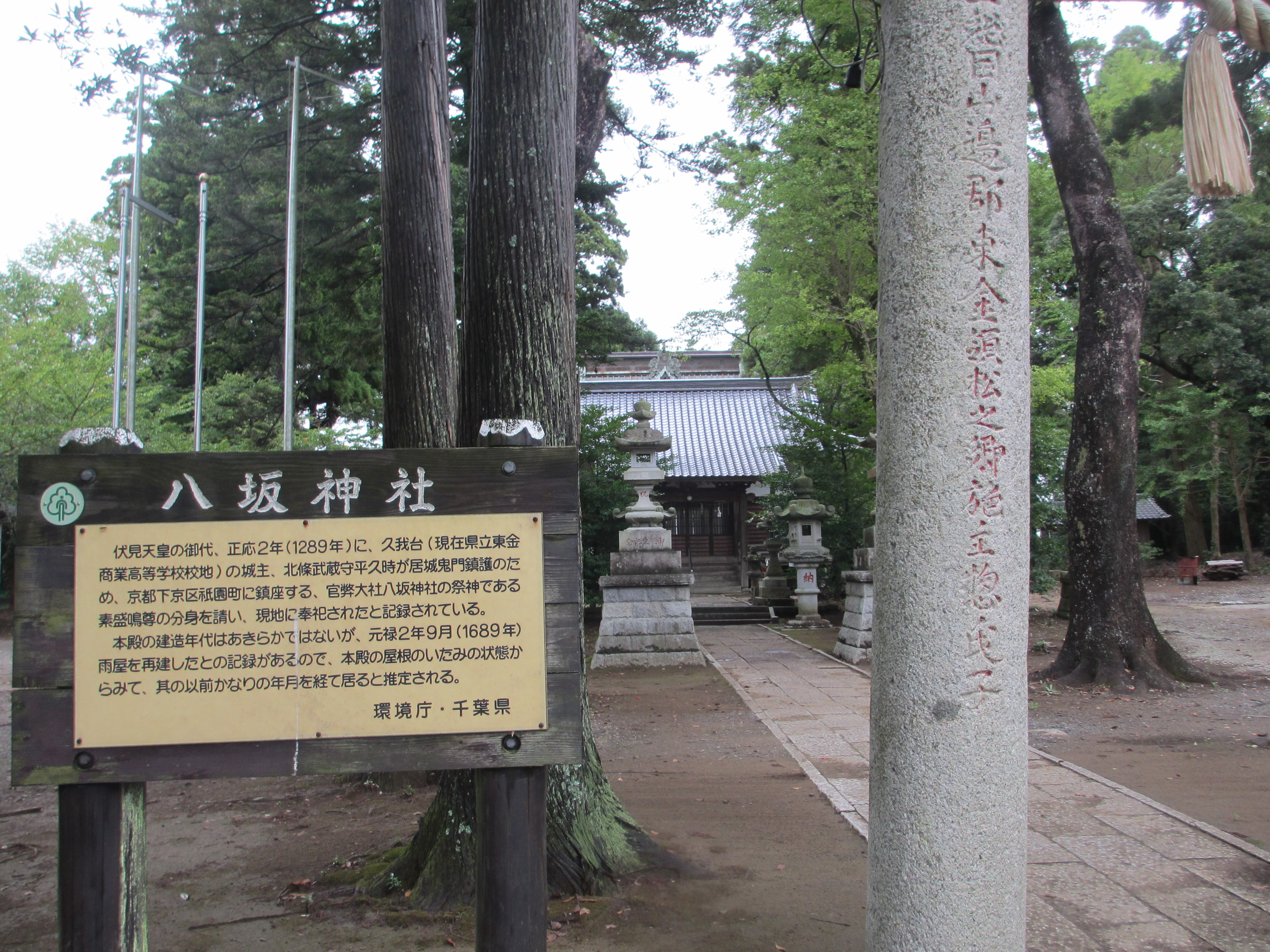
八坂神社 由来説明板（正応2年（1289）北條武蔵守平久時が現地に奉祀された）
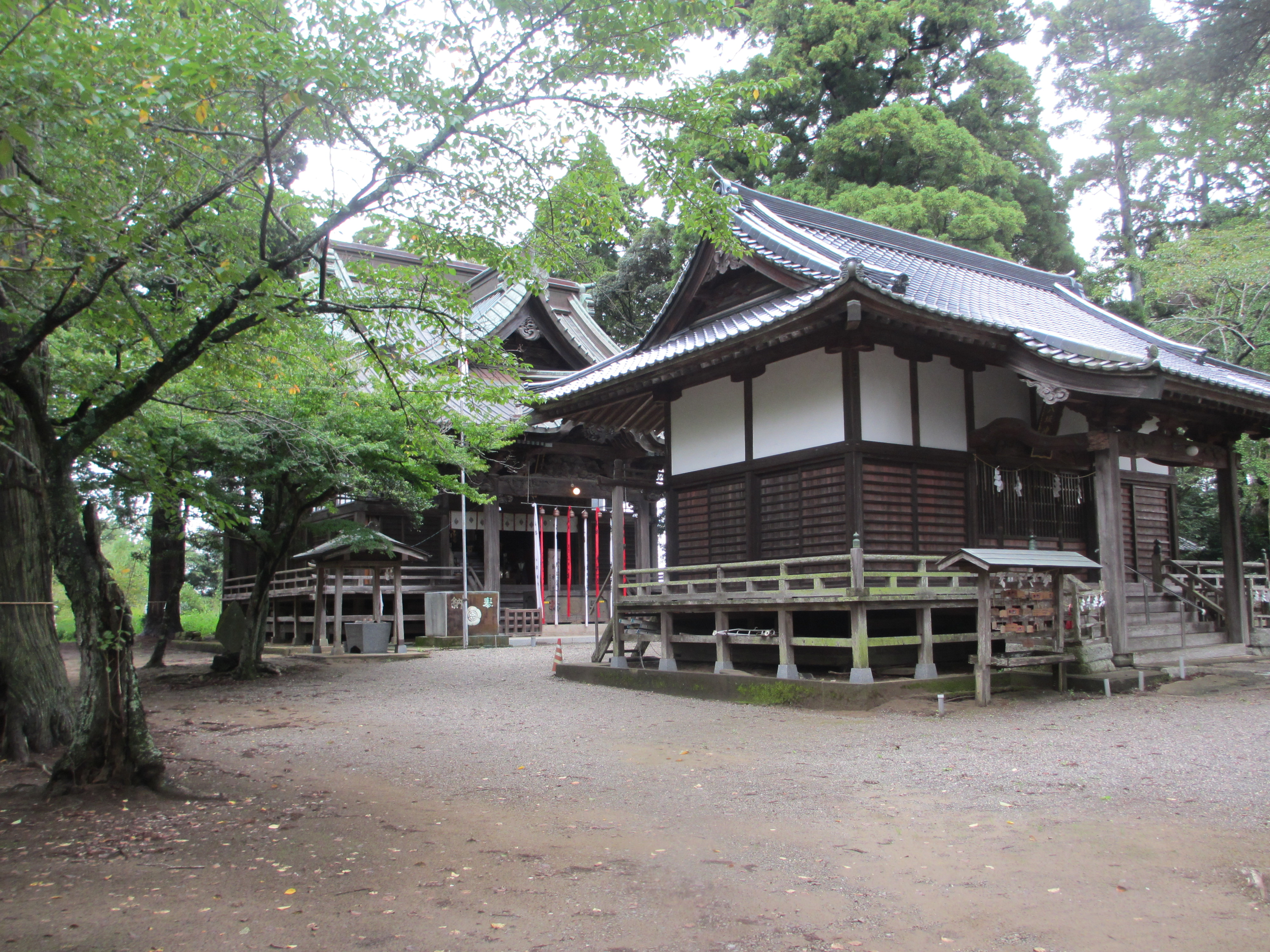
八坂神社、拝殿と本殿（千葉県東金市松之郷1269）
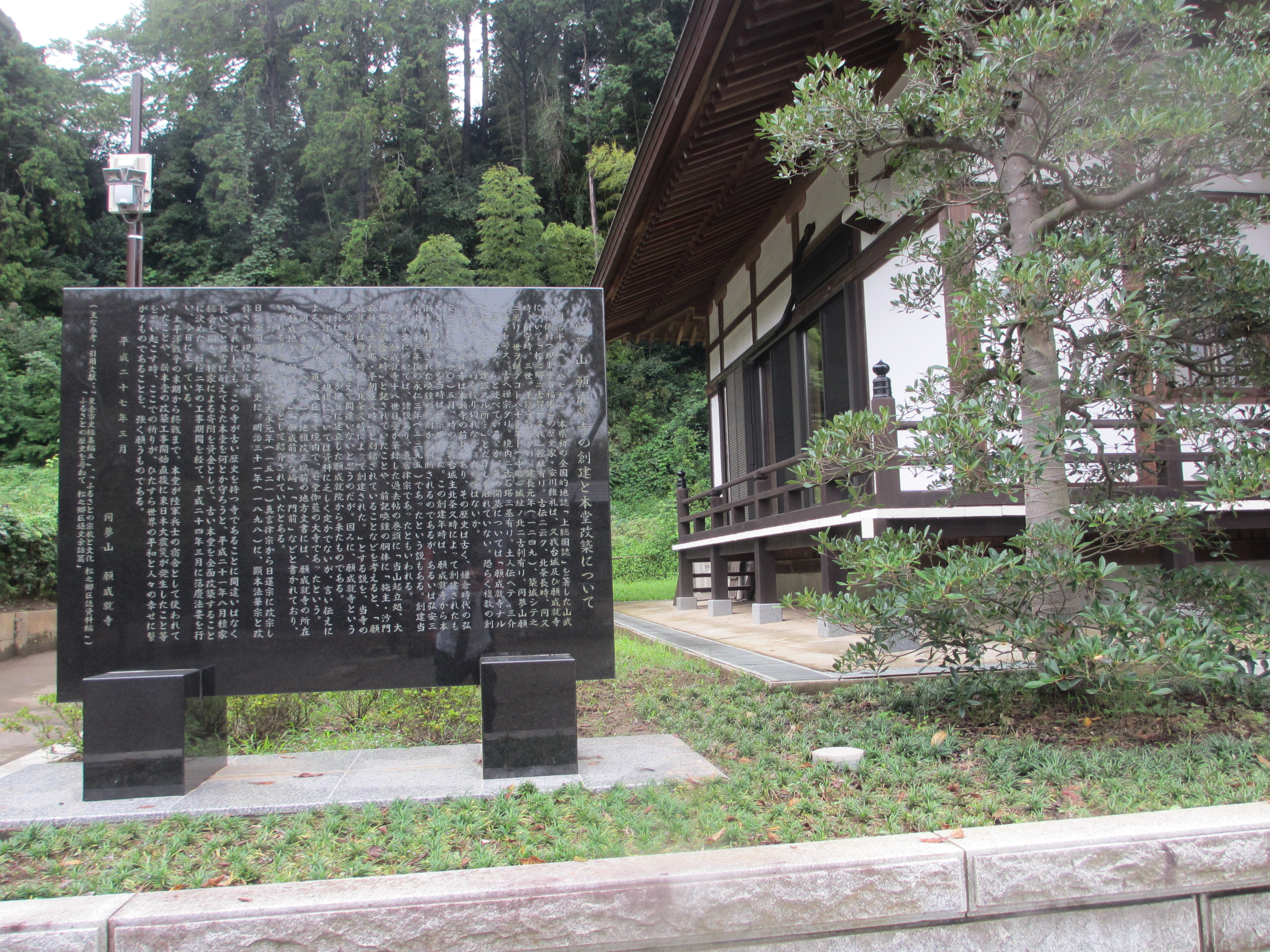
願成就寺、由来説明版（弘安三年(1280年)5月、久我台城主北条久時によって創建）
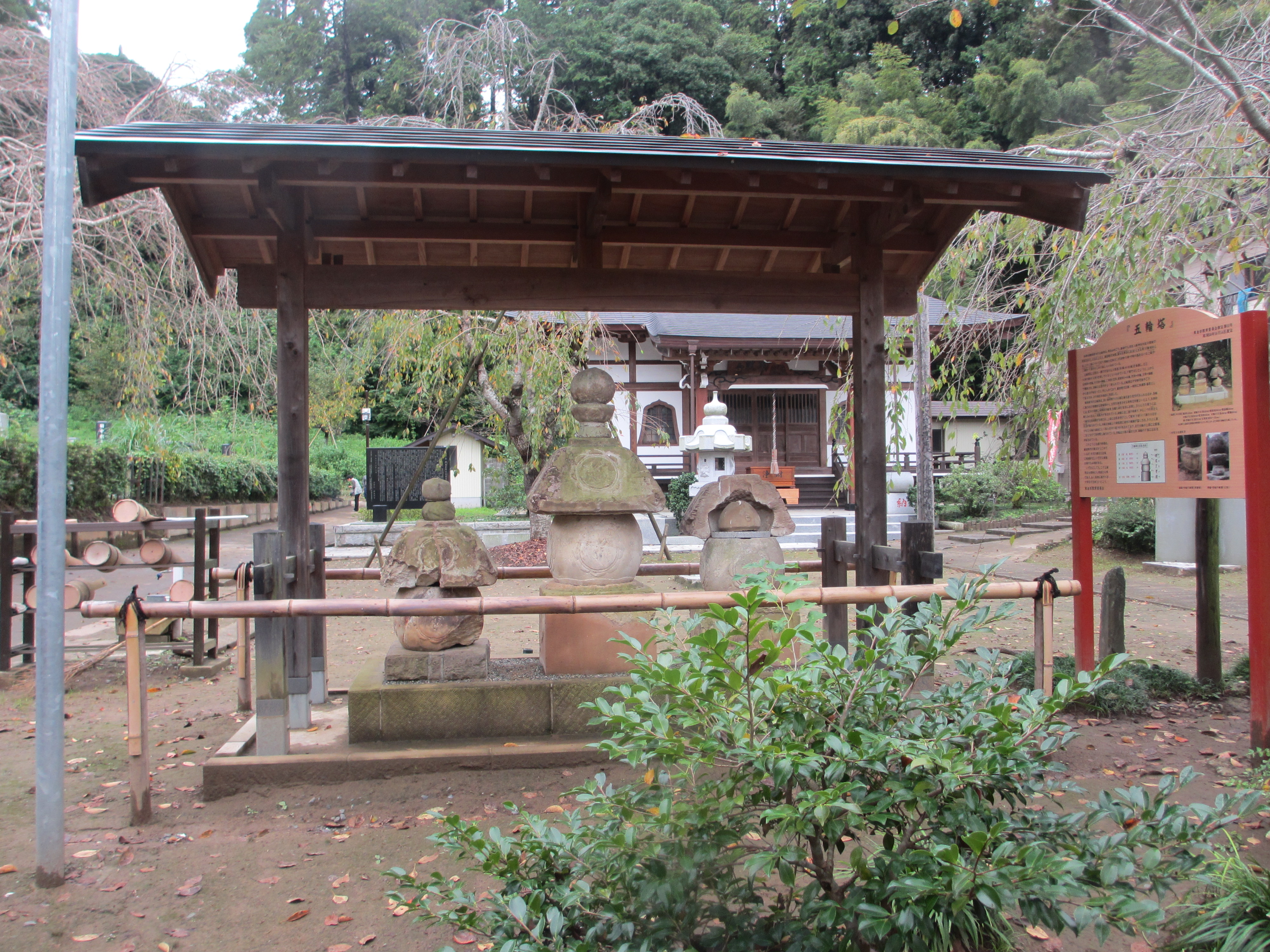
五輪塔（久我城主北条氏三代長時・久時・守時の墓あるいは上総介・三浦介・千葉介の三介の墓）